# Zanthoxylum panamense
Zanthoxylum panamense är en vinruteväxtart som beskrevs av Percy Wilson. Zanthoxylum panamense ingår i släktet Zanthoxylum och familjen vinruteväxter. Inga underarter finns listade i Catalogue of Life.